# 1821 Aconcagua
Az 1821 Aconcagua (ideiglenes jelöléssel 1950 MB) a Naprendszer kisbolygóövében található aszteroida. Miguel Itzigsohn fedezte fel 1950. június 24-én.